# José Antonio Rey García

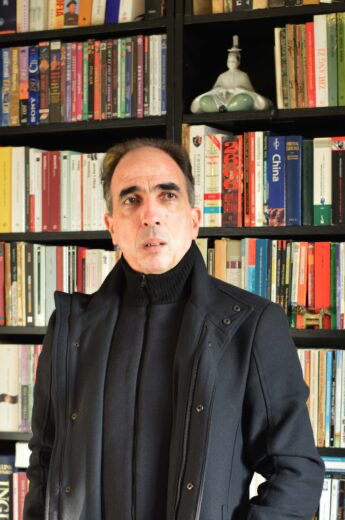
Jose Antonio Rey Garcia, 2020

José Antonio Rey García (* 1966 in Havanna, Kuba), auch bekannt unter dem Namen Tony Rey García, ist ein österreichischer Schauspieler, Choreograph, Kung-Fu-Meister und Buchautor.

## Leben und Wirken
Rey García wurde in Havanna geboren und lebt seit langem in Österreich. In den 1980er-Jahren begann er mit dem Kung-Fu Training und kam erstmals in engen Kontakt mit der chinesischen Kampfkunst. 1995 wurde er von Meister Wong Yi Man offiziell ausgewiesen. Zudem eignete er sich autodidaktisch die chinesische Sprache an. Er ist seit den 1990er-Jahren internationaler Vizepräsident der Wong Yi Man Nam Pai Kungfu Academy und vertritt diese Akademie weltweit. 2012 erhielt er in der Volksrepublik China den 8. Grad des Kung Fu und wurde mehrfach international ausgezeichnet.
Seit 2000 ist Rey García Mitglied des Wiener Serapions Ensembles am Odeon Theater, zunächst unter der Leitung von Erwin Piplits und Ulrike Kaufmann. 2019 übernahm Max Kaufmann die Leitung. Zwischen 2009 und 2021 leistete er dort als Choreograph einen bedeutenden Beitrag und entwickelte einen poetischen Stil, der stark von den Traditionen der Kampfkunst geprägt war. 2023 wirkte er in Ganymed Bridge von Jacqueline Kornmüller am Kunsthistorischen Museum Wien mit, 2024 in Das große Heft, einer Bühnenadaption von Ágota Kristóf, die im selben Jahr für den Wiener Nestroy-Theaterpreis nominiert wurde.
Als Autor veröffentlichte er im spanischen Verlag Letrame mehrere Bücher, die sich mit der Philosophie und Geschichte des Kung Fu sowie mit lyrischen Erzählungen befassen.
Privat ist er mit der Künstlerin und Kung-Fu-Meisterin Miriam Mercedes Vargas Iribar, einer der „Vargas Twins Sisters“, verheiratet. Gemeinsam betreiben sie Kung-Fu-Akademien in Kuba, Spanien, Portugal und Brasilien.

## Theaterarbeiten (Auswahl)

### Mit den Vargas Twins
- 1999: Los pasos perdidos (Die verlorenen Schritte) – Regie: Mercedes Miriam Vargas Iribar; DarstellerInnen: Miriam Mercedes Vargas Iribar, Mercedes Miriam Vargas Iribar und José Antonio Rey García (Theater des Augenblicks, Wien)

### (Erwin Piplits und Ulrike Kaufmann)
- 2000: Ni más, ni menos
- 2001: Nunaki
- 2002: Ciao Mama
- 2002: Persephone
- 2004: Serapion, mon amour
- 2005: Xenos
- 2007: Com di com com
- 2008: Alcione – mit Lorenz Duftschmid, Regie: Philipp Harnoncourt
- 2009: Follow Me – Masque of Temperaments – mit Lorenz Duftschmid (Choreografie: José Antonio Rey García)
- 2009: School of Night (Choreografie: José Antonio Rey García)
- 2010: Engel aus Feuer – mit Philipp Harnoncourt
- 2011: Voilà (Choreografie: José Antonio Rey García / Serapions Ensemble)
- 2013: P a R a D i S o (Choreografie: José Antonio Rey García)
- 2015: Anagó (Choreografie: José Antonio Rey García)
- 2016: … am Abend der Avantgarde – nach Enuma Elisch von Anna Achmatowa (Choreografie: José Antonio Rey García / Serapions Ensemble)[2]
- 2017: Das Rauschen der Flügel – Fidèles d’amour 1 (Choreografie: José Antonio Rey García / Serapions Ensemble)[3]
- 2017: Rebellion – Fidèles d’amour 2 (Choreografie: José Antonio Rey García / Serapions Ensemble)

### (Max Kaufmann)
- 2019/2022: Lamento Allegro (Choreografie: José Antonio Rey García / Serapions Ensemble)
- 2021/2022: Koom Posh (Choreografie: José Antonio Rey García / Serapions Ensemble)
- 2023/2024: Salto Vitale
- 2023: Ganymed Bridge – Zusammenarbeit mit Jacqueline Kornmüller und Peter Wolf
- 2024/2025: Modus Vivendi

### Mit Jacqueline Kornmüller
- 2023: Den Bogen spannen. Ganymed Bridge (Kunsthistorisches Museum Wien)
- 2024: Das große Heft – Bühnenadaption von Ágota Kristóf (in den Hauptrollen Miriam Mercedes und Mercedes Miriam Vargas Iribar)
- 2025: Blitz und Donner – Uraufführung von Jacqueline Kornmüller; Texte von Milena Michiko Flašar nach Briefen von Johann Strauss an Olga Smirnitskaja; Musik von Johanna Doderer und Johann Strauss

## Auszeichnungen
- Nominierung für den Nestroy-Theaterpreis 2024 in der Kategorie Beste Off-Produktion für die Inszenierung von Das große Heft[4].
- Erhielt 2012 in China den 8. Grad im Kung Fu

## Publikationen
- Tratado del Kung-Fu Chino. Eine faszinierende Reise zu seinen Geheimnissen und Ursprüngen, 2020, ISBN 978-84-18362-16-3[5]
- El encriptado universo del Kung fu, 2022, ISBN 978-84-1144-019-6[6]
- El arte del enraizamiento: Los viejos maestros del Kung-Fu y sus enseñanzas secretas, 2024, ISBN 978-8410890909[7]